# Grewia sahafariensis
Grewia sahafariensis är en malvaväxtart som beskrevs av René Paul Raymond Capuron och Mabberley. Grewia sahafariensis ingår i släktet Grewia och familjen malvaväxter. Inga underarter finns listade i Catalogue of Life.